# محمدرضادیزه
محمدرضادیزه (به ترکی آذربایجانی: Məmmədrza Dizə) یک منطقهٔ مسکونی در جمهوری آذربایجان است که در شهرستان بابک واقع شده‌است. محمدرضادیزه ۴۹۴ نفر جمعیت دارد.